# 台北聯營公車307路線

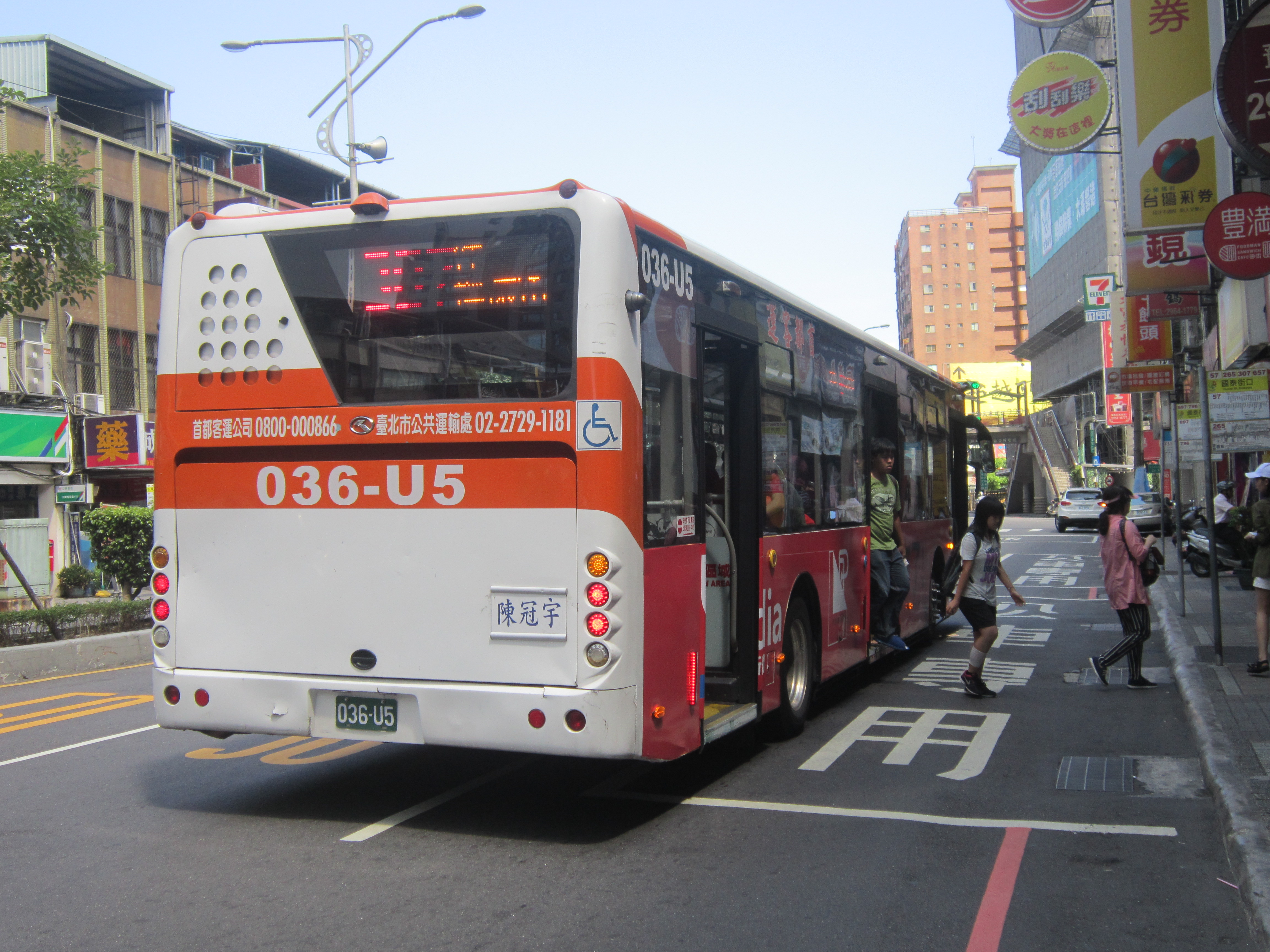
首都客運配置三個車門供乘客上下車的聯營307路公車

臺北聯營307路線，為臺北聯營公車路線之一，由臺北客運與首都客運經營，起點為松山莊敬里，終點為台北客運板橋前站
，途經臺北市松山區、中山區、中正區、萬華區及新北市中和區、板橋區。總共行經民生國中、萬大國小、中和高中、積穗國中、板橋國中等五所各級學校，以及臺北車站、西門町、中和環球購物中心、新板特區等人潮聚集地，是大臺北地區重要、最密集和運量最多的公車路線。來回路線48公里，全臺北目前共配有89台車來回127站，尖峰每4至6分鐘、離峰時段每5至10分鐘一班車，每天發車班次高達780個班次，載客數高達七萬人次，營業額一天超過新台幣110萬元。

## 歷史
- 1969年，大有巴士正式成立，本路線隨即開辦，當時由大有巴士單獨營運，來往松山至忠孝西路，路線編號為大有12路。
- 1970年3月，改經林森北路。
- 1975年7月，本路線改為雙向循環線，先駛經走南京東路的稱為12右，反過來先經信義路的則為12左。
- 1977年4月30日，大有12左線首先加入聯營公車的行列，同時雙向循環線改為雙方向不循環行駛。12左線被併入聯營204(當時來往南松山至東園)而停駛，另外開辦了聯營64（來往南松山至中華路）來完全替代原12左的路線。同年5月15日，大有12右線亦加入聯營公車，更改路線稱為307，同時延駛板橋，臺北客運亦於當天加入本線營運[2]。當日此路線改為3段票收費。
- 1979年9月1日，票價調整為2段票收費。
- 1997年9月11日，由於307線營運單位大有巴士多次未依核定路線行駛307線，臺北市政府交通局除依規定處以罰鍰外，並吊扣307線10部車輛行車執照及車輛號牌一個月，減少班次由其他客運公司車輛補足。
- 2005年，本線南松山線與撫遠街線正式合併，改為一律行駛至撫遠街迴轉。
- 2012年3月15日，因為大有巴士虧損及財務日遽惡化，臺北市政府交通局公共運輸處自2012年3月16日起永久收回大有巴士的307線經營權。[3]
- 2012年3月16日，原本由臺北客運與大有巴士經營的307線改由臺北客運獨自經營。[3]
- 2012年6月12日，臺北客運公告，307線申請調整部分班次行駛西藏路並增設「廈安里」及「西藏路」雙邊站位，核定自同年6月16日起試辦3個月（有行經車輛前擋風玻璃有放置「行經西藏路」看板）。
- 2013年2月21日，307線正式由臺北客運及首都客運接駛。
- 2014年起採用三門低地板公車，並搭配圓仔內裝圖案。
- 2014年4月28日至7月31日，307線平常日尖峰時間試辦五班次（板橋國中發車時間：6:30，6:48，7:08，7:25，7:45），板橋往撫遠街單向直行中和中山路（即不經員山路與連城路），且直行區段不提供上下客。即積穗站過後，下一站為華中橋。
- 2018年2月3日改由板橋前站調度，板橋端增設臺北客運板橋前站（藝文）新月橋（單邊）等站位，裁撤新海抽水站（雙邊）名萊新城（南邊）等站位
- 2018年3月2日配到HINO弘鉅低地板新車，因此少數三門低地板公車調離本線。
- 2019年9月1日，板橋公車站更名為新北板橋公車站。[4]
- 2021年2月21日，307經西藏路線班次，台北市末端改經三民路，而原本走莒光路的動線不變。[5]
- 2022年3月30日配到GOLDEN DRAGON弘鉅電動低地板新車，因此部分三門低地板公車調離本線。
- 2024年2月1日配到9輛FOXTRON Model T電動低地板新車，因此部分大宇低地板公車調離本線。
- 2024年10月21日起增設「新月一街」往程站位[6]
- 2025年3月19日至2025年5月7日暫時取消停靠「國泰街口」(往東)站位[7]
- 2025年5月12日獲配1輛原南環幹線路線DAEWOO低地板新車(478-FZ)
- 2025年6月16日起「板橋戶政事務所(黃石中繼市場)」站位更名為「板橋戶政事務所」，「北門街」站位更名為「北門街(黃石市場)」[8]
- 2025年7月12日至2025年9月15日將「新北市政府(新府路)」(往北)站位臨時遷移[9]

## 行經重點站名
1.新月橋

2.板橋國中(435藝文特區)

3.新北板橋公車站(捷運板橋站、台鐵板橋站、高鐵板橋站、板橋客運站)

4.環球購物中心

5.積穗國中

6.中和高中

7.連城路

8.捷運中和站

9.華中橋

10.果菜市場

11.捷運西門站

12.台北車站(忠孝)

13.捷運松江南京站

14.捷運南京復興站

15.南京敦化路口(小巨蛋)

16.南松山

17.民生國中

18.莊敬里

## 營收
2003至2012年台北公車的年度總營收，307線皆蟬聯營收冠軍，是雙北之間最熱門的公車路線之一，年營收新台幣4億元，為全台灣最賺錢的公車路線。
| 年份 | 年營收（單位：新台幣元） | 排名 |
| ---- | ------------------------ | ---- |
| 2003 | 306,000,074              | 1    |
| 2004 | 283,727,035              | 1    |
| 2005 | 280,328,332              | 1    |
| 2006 | 303,332,739              | 1    |
| 2007 | 337,376,088              | 1    |
| 2008 | 370,893,994              | 1    |
| 2009 | 372,124,860              | 1    |
| 2010 | 376,540,837              | 1    |
| 2011 | 416,811,048              | 1    |
| 2012 | 404,299,995              | 1    |
| 2013 | 404,333,193              | 1    |
| 2014 | 385,297,917              | 1    |
| 2015 | 338,105,671              | 1    |
| 2016 | 357,404,536              | 1    |
| 2017 | 370,425,673              | 1    |
| 2018 | 367,494,900              | 1    |
| 2019 | 374,925,449              | 1    |
| 2020 | 321,840,621              | 1    |
| 2021 | 233,053,408              | 1    |
| 2022 | 269,748,405              | 1    |
| 2023 | 356,394,954              | 1    |
| 2024 | 385,869,853              | 1    |

## 事蹟與相關事件
- 承上所述，年營收新台幣4億元，是全台灣最賺錢的公車路線。
- 配車數有89輛車（臺北客運59輛、首都客運30輛），為國內公車單一路線之最。
- 2014年8月5日，因應2014年高雄氣爆事故，307線全線義跑一天，最後營收為新台幣143萬3028元，比平常日約新台幣110萬元多出3成，創下全國公車單日營收最高紀錄。首都客運董事長李博文對乘客的愛心表示感謝和感動，將捐助總額提升為新台幣200萬元，捐獻至高雄市政府社會局社會救助金專戶。[11]
- 2014年11月25日，2014年中華民國地方公職人員選舉中中國國民黨臺北市市長侯選人連勝文陣營公佈了一部批評同樣競選臺北市市長的無黨籍侯選人柯文哲陣營的影片，名為「台北‧明天過後」，嘲諷若讓柯文哲當選，台北市會不斷退步而讓選民後悔投柯，但有位網友fabg指出，片中有部場景為女主角欲自西藏路莒光新城的「西藏路」站搭乘本路線公車至捷運大橋頭站，卻發現一張寫著「因本站牌經海量數據計算不符合效率，自2015年12月取消服務」的公告。然而，本線公車根本無法到捷運大橋頭站，且離西藏路不遠的萬大路明明有「萬大路」站與「西藏路口」站停靠著可以直達捷運大橋頭站的重慶幹線（也就是當時的601路）路線公車，卻大老遠跑來搭不能到達捷運大橋頭站的本線公車，質疑連勝文陣營根本不認識台北。

### 大有巴士

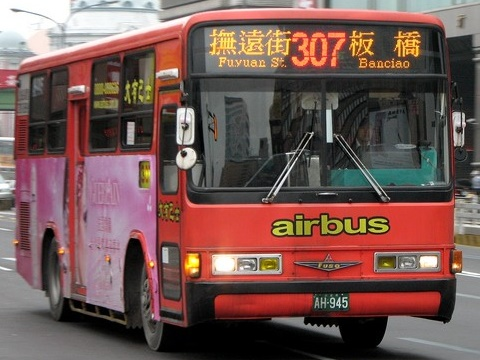
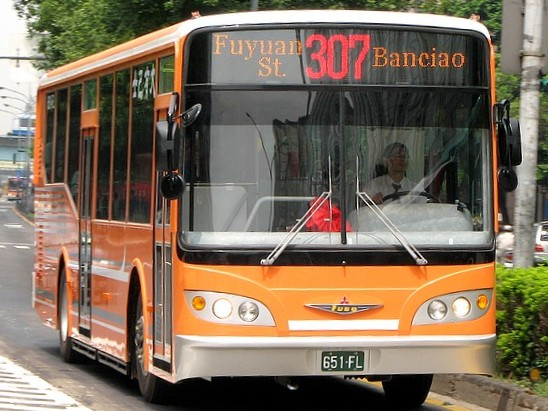
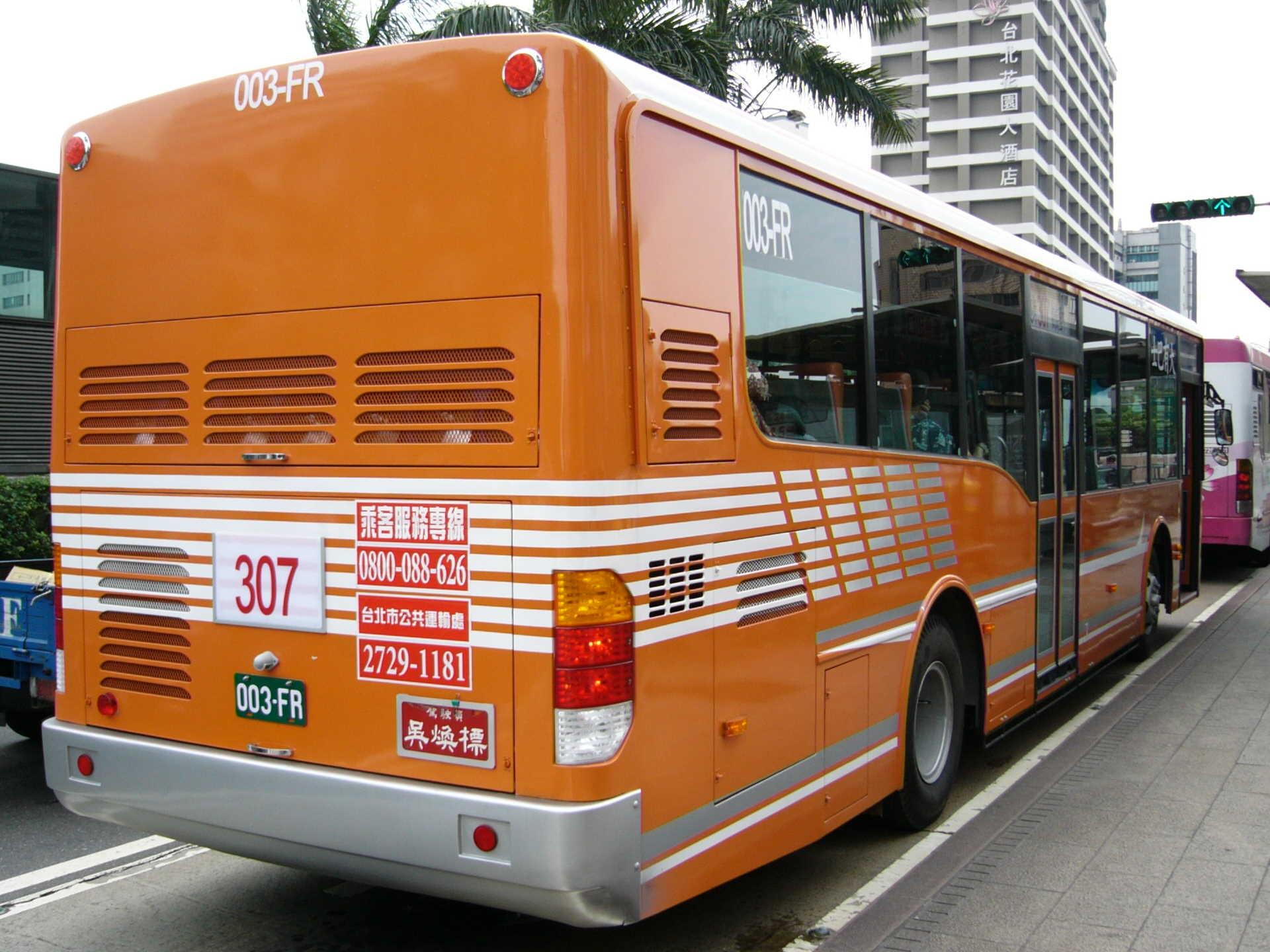
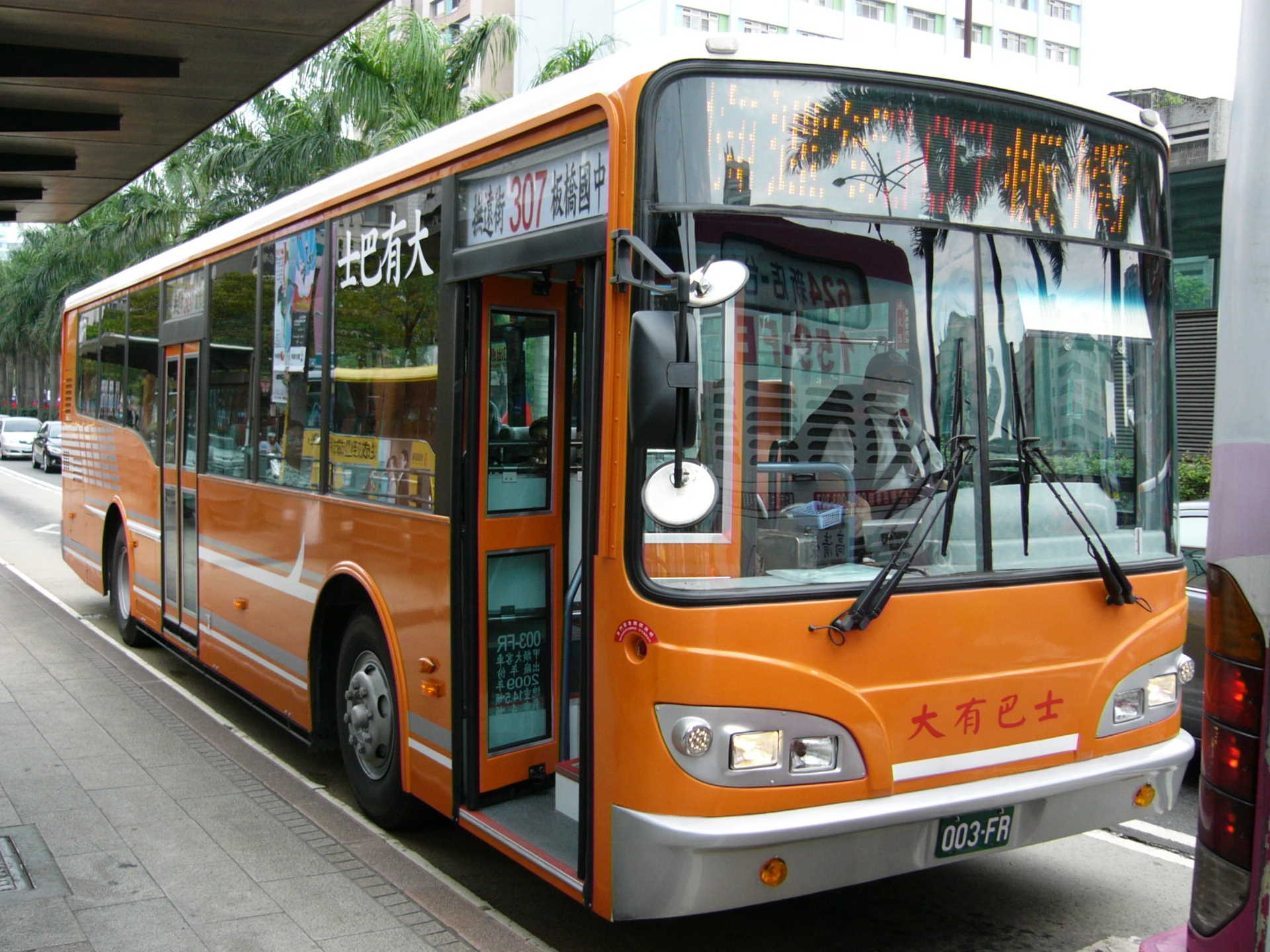
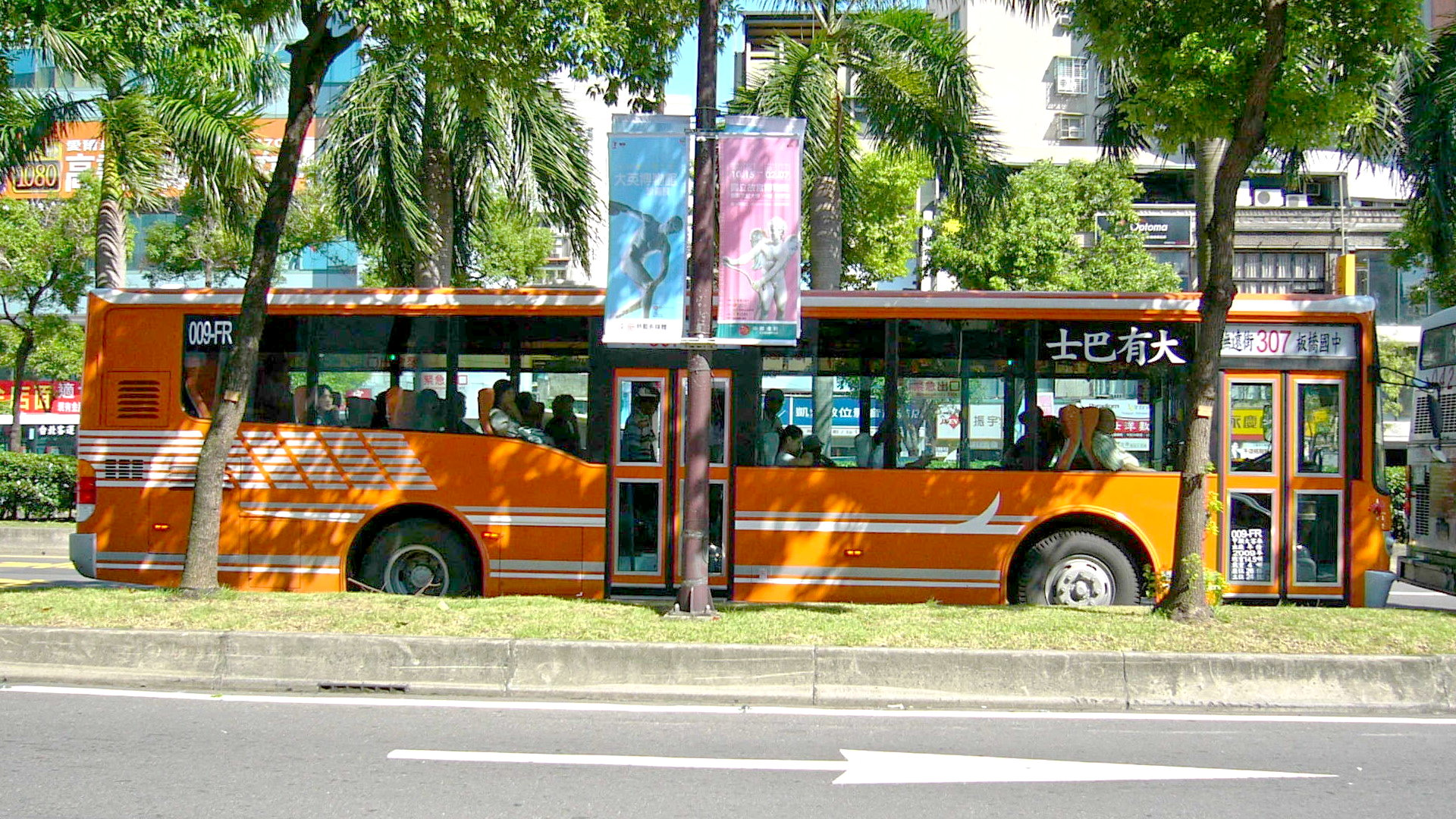
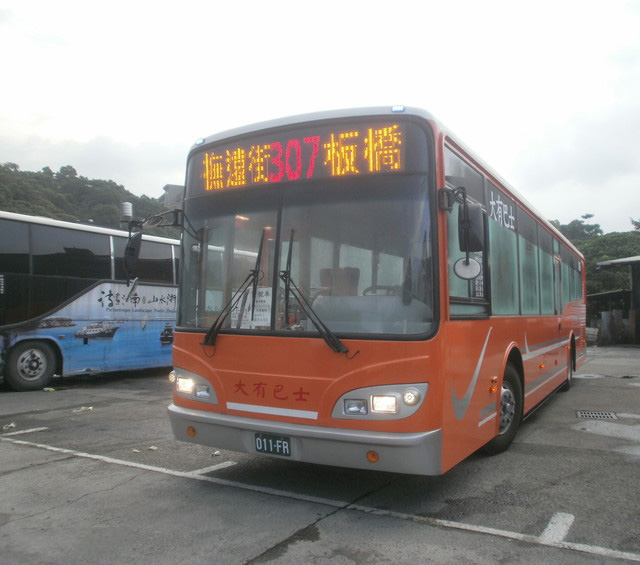
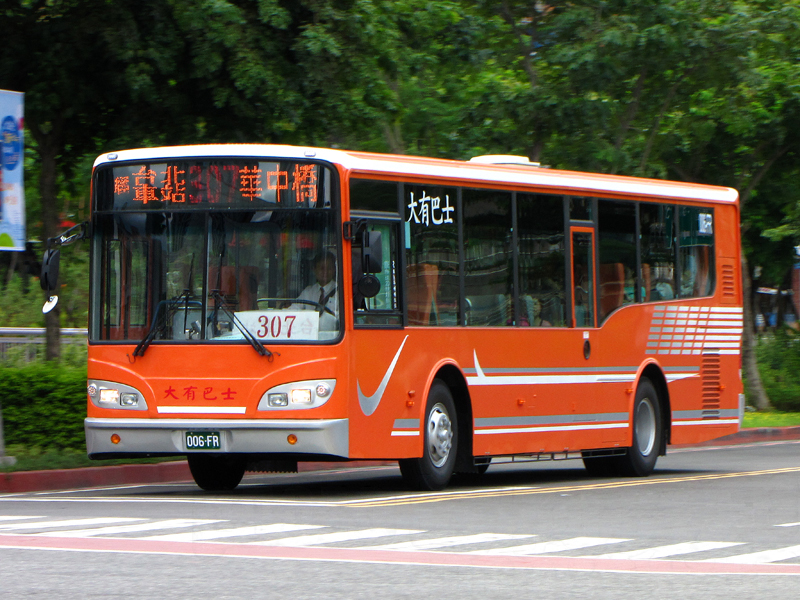

### 臺北客運

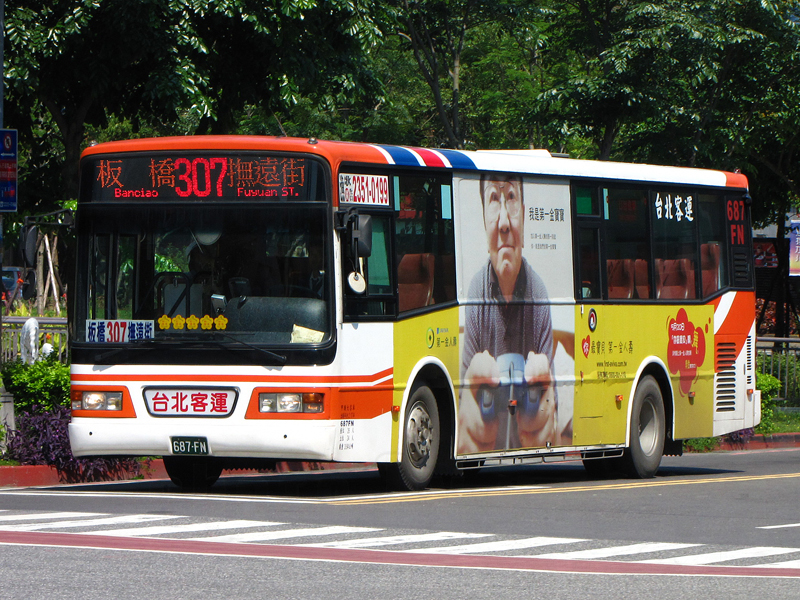
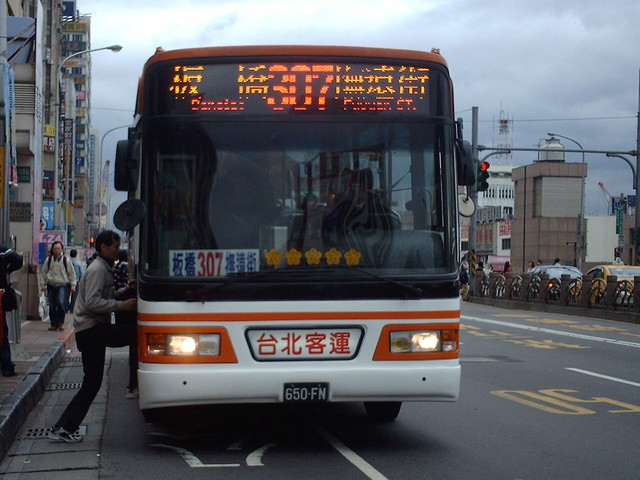
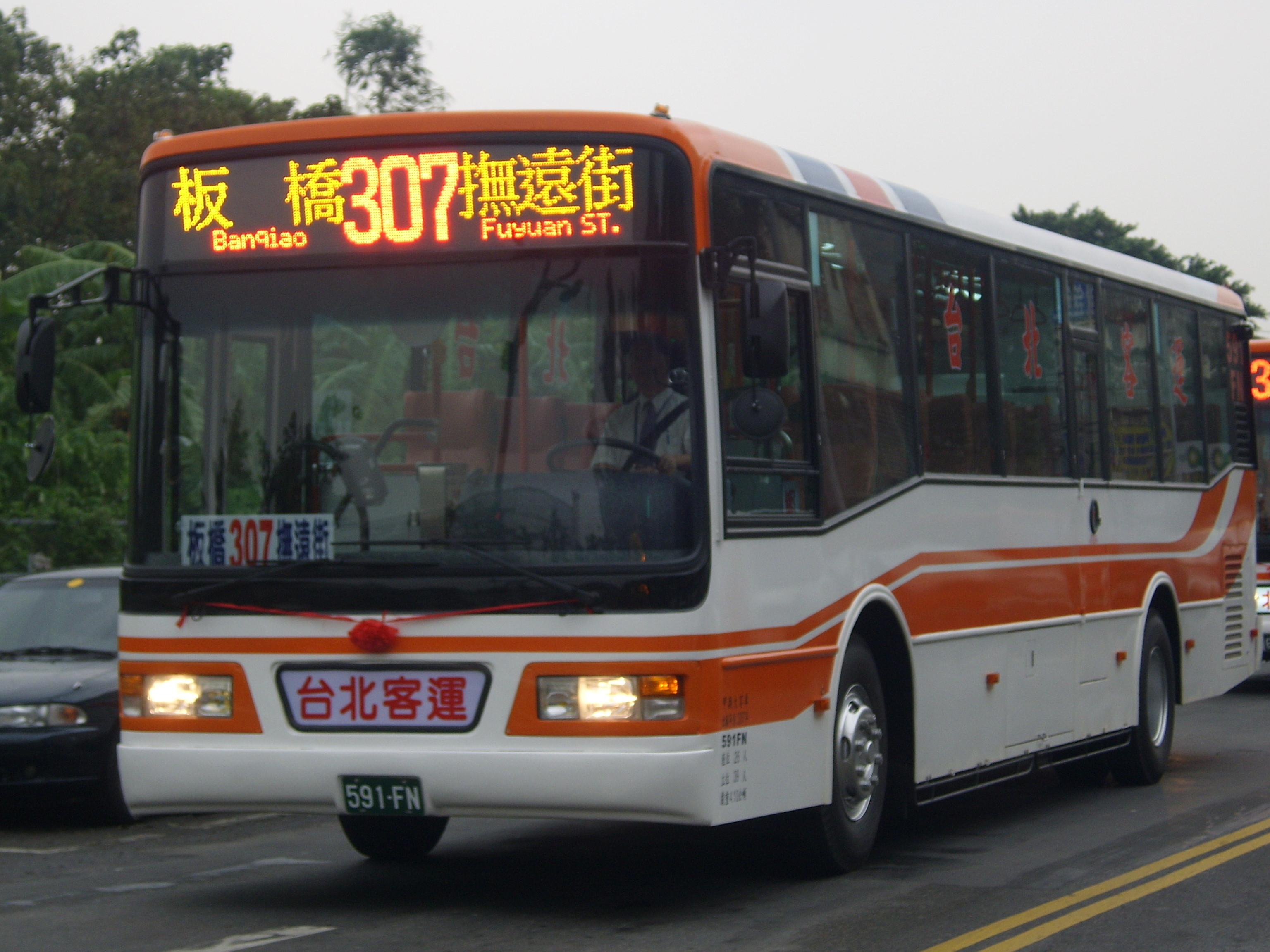
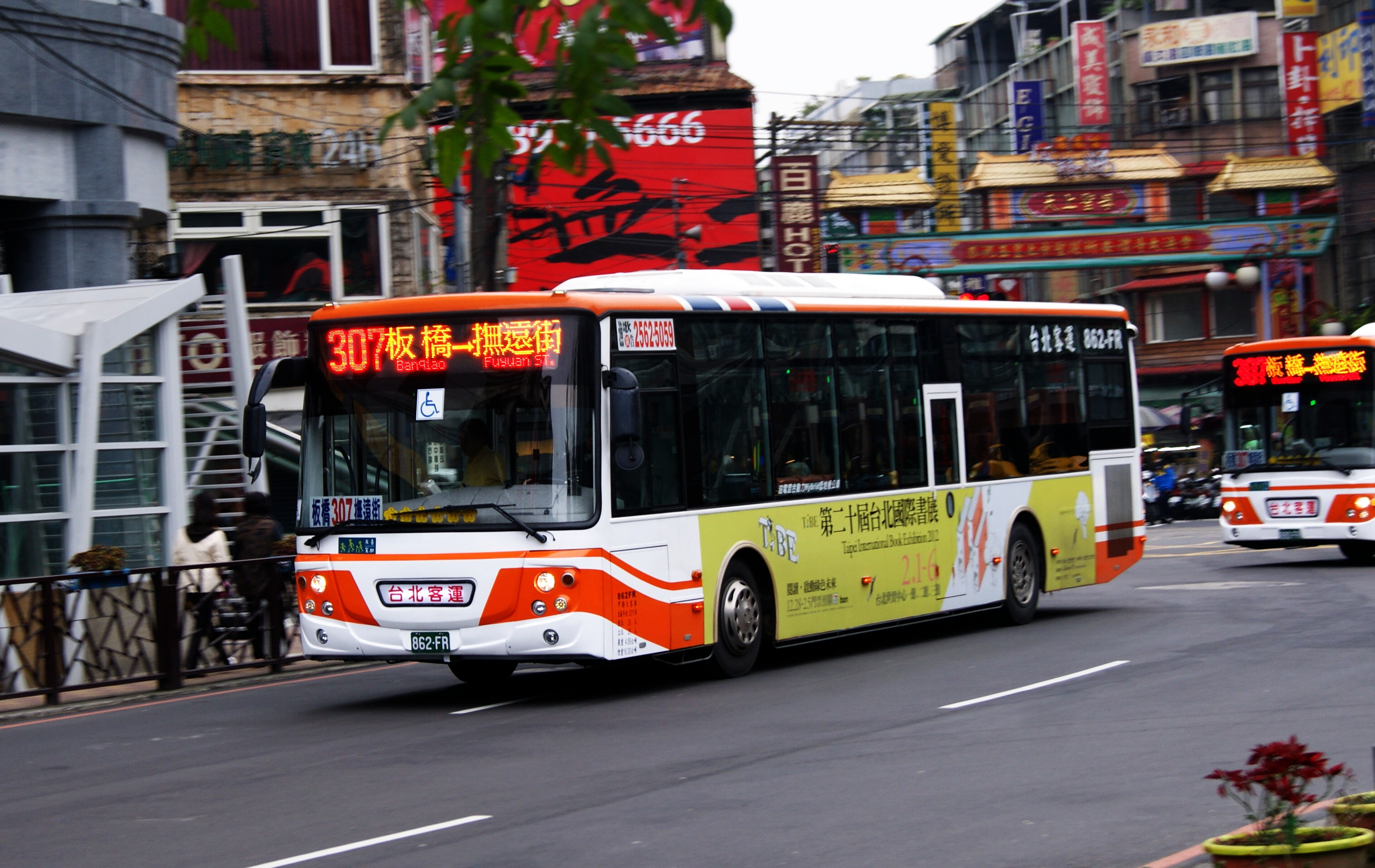
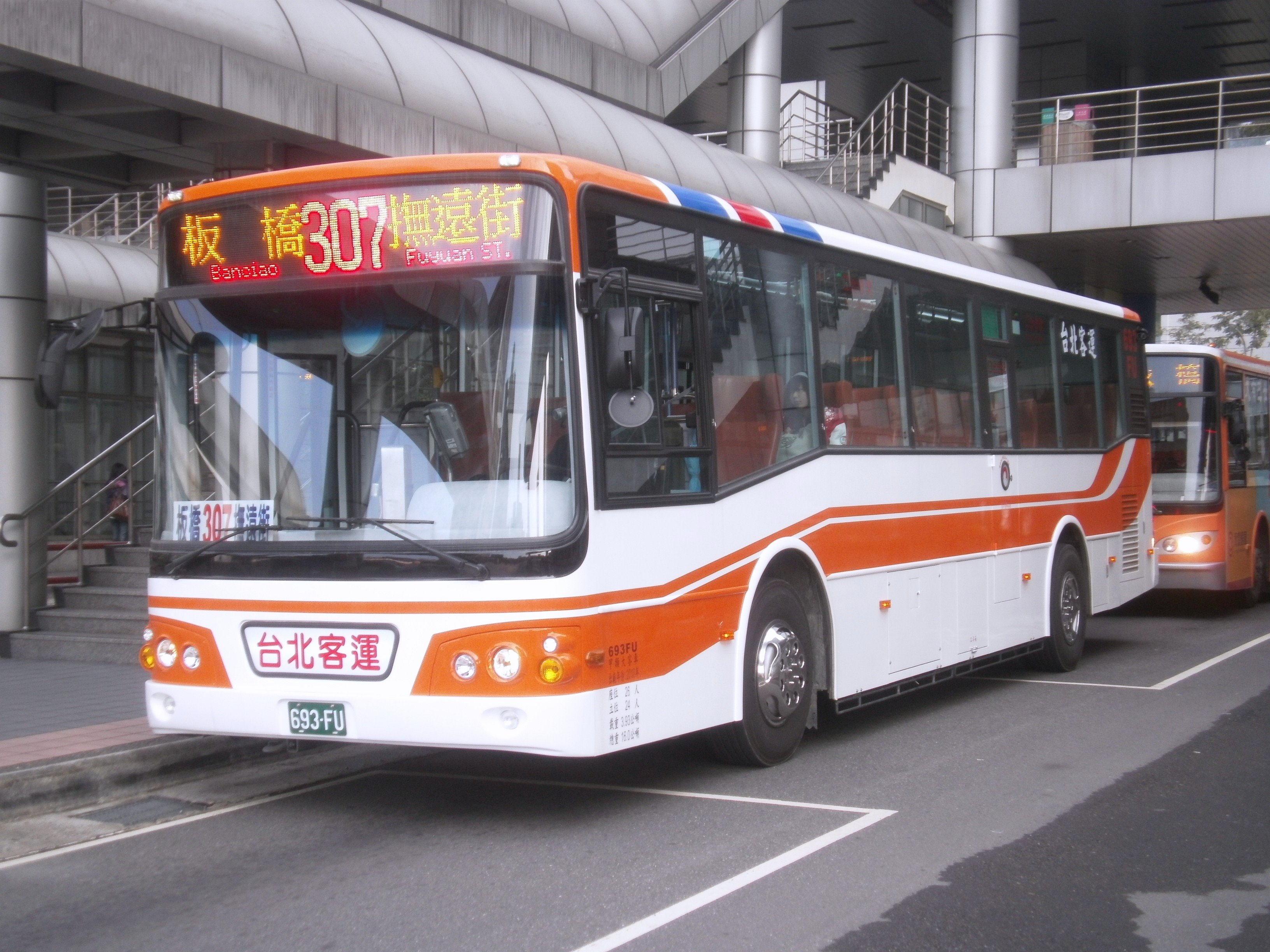
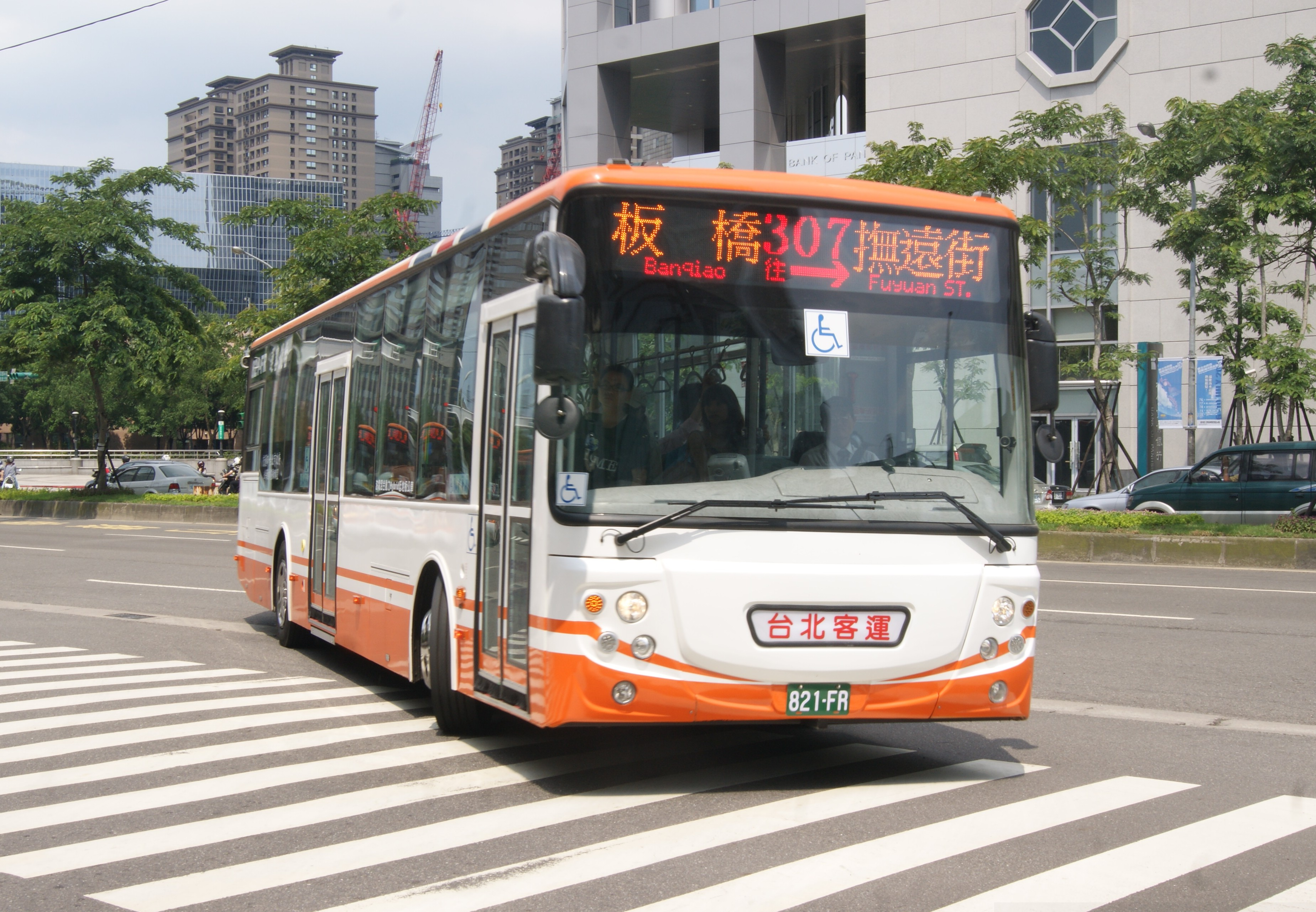
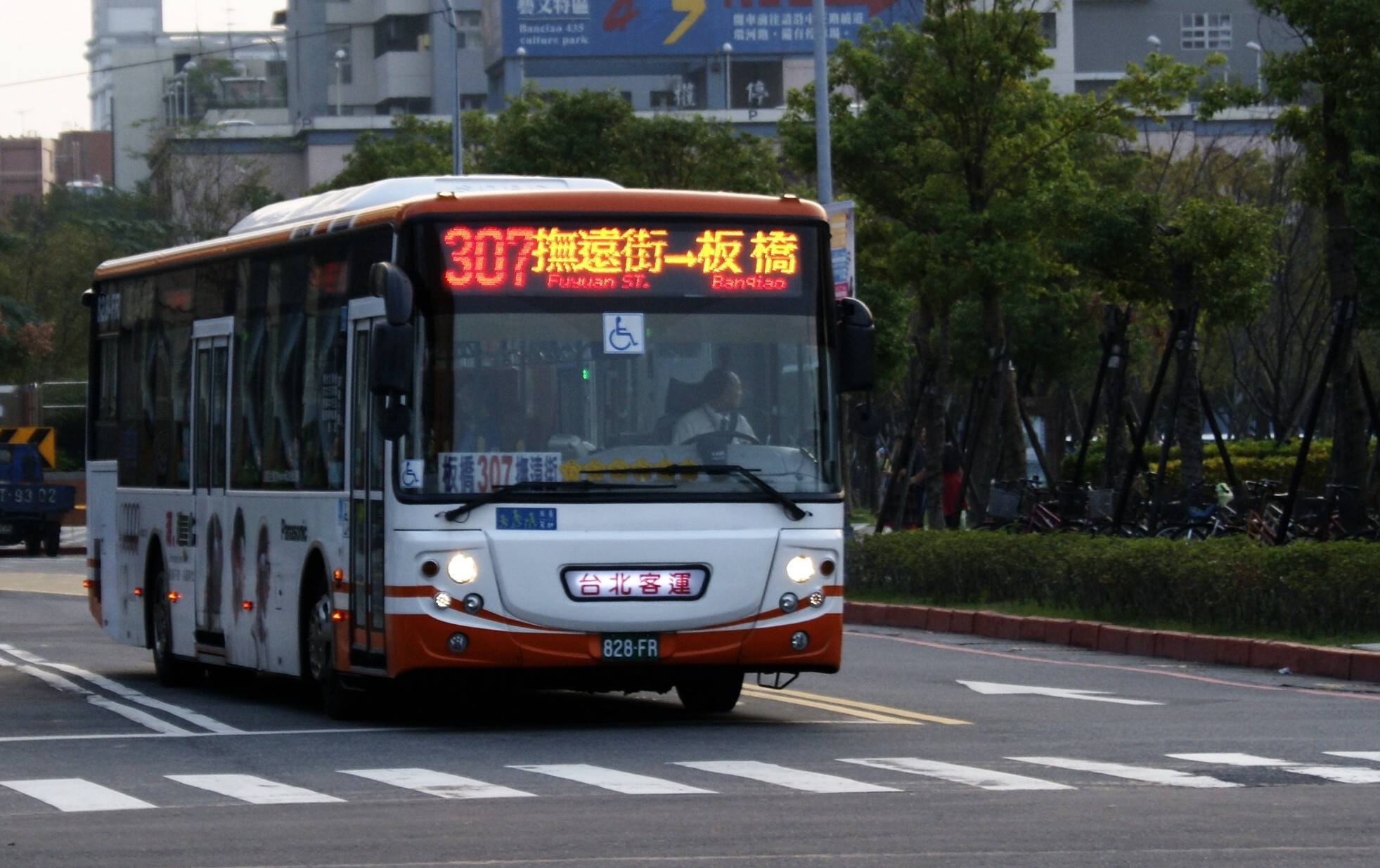
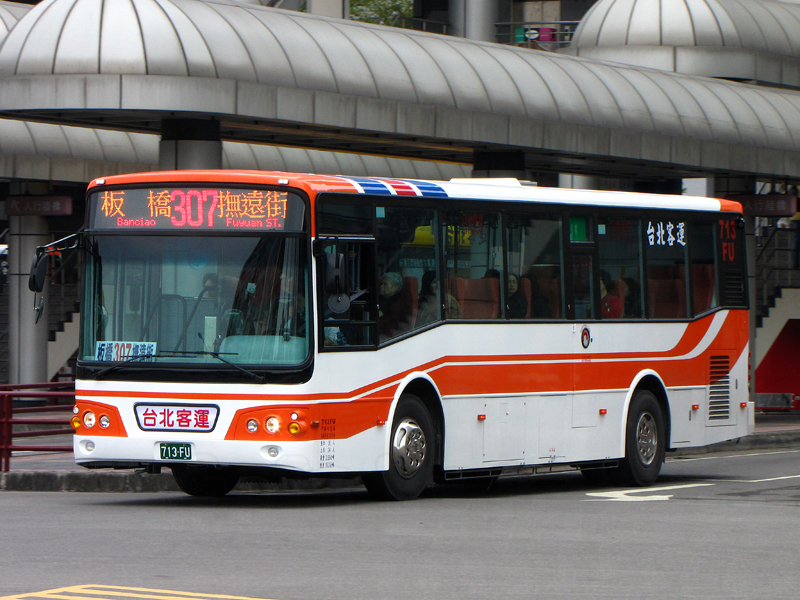
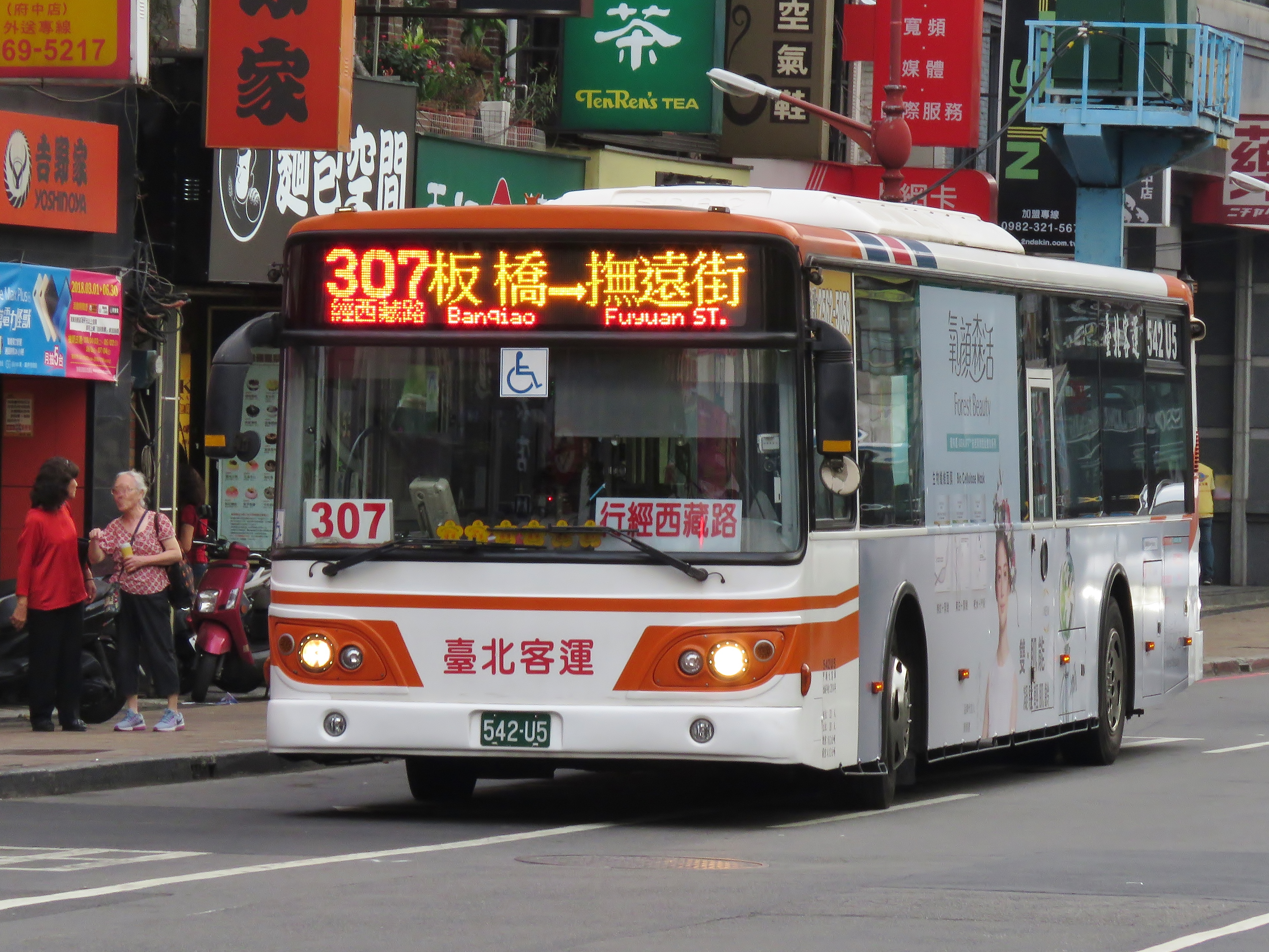
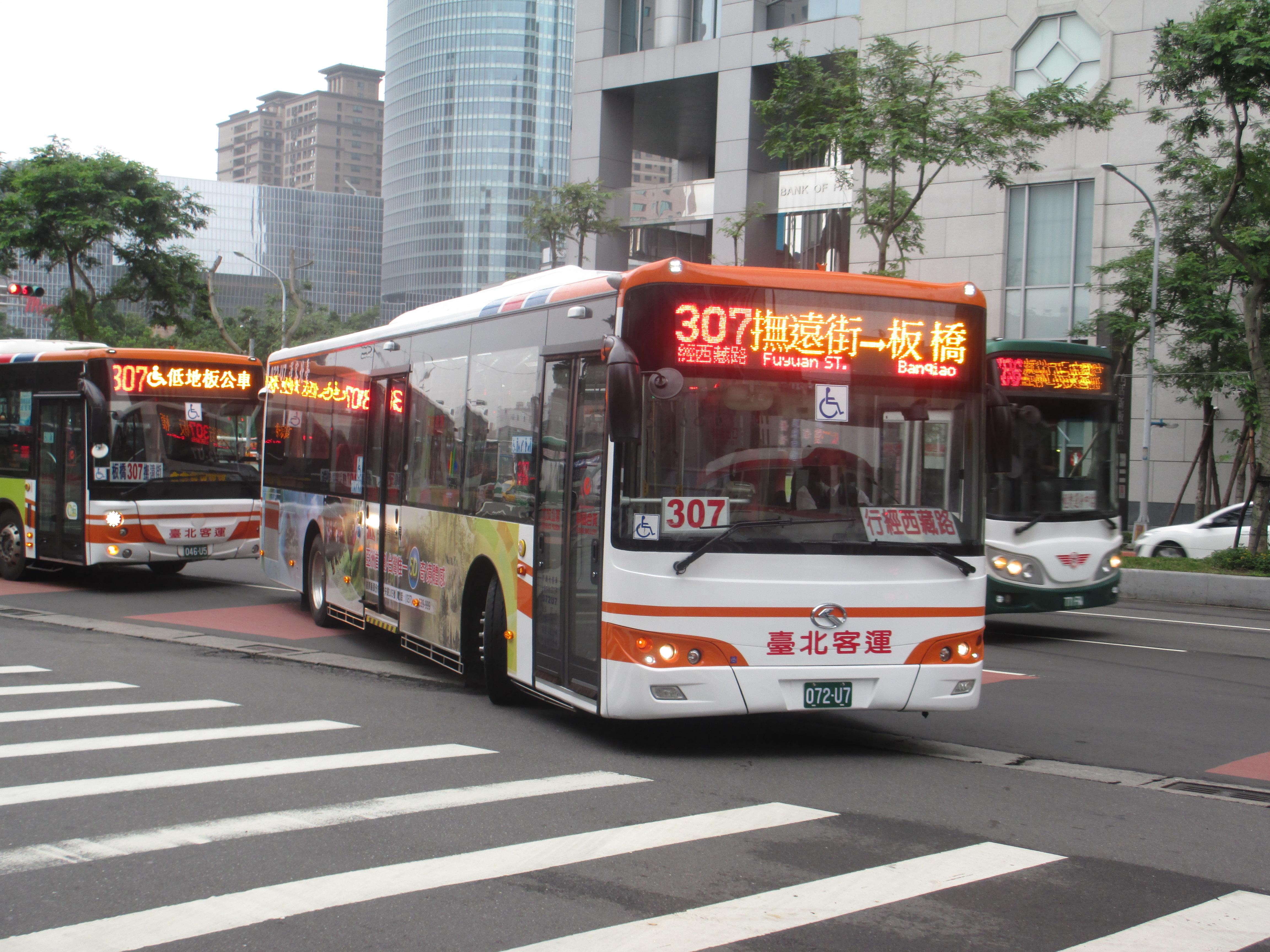
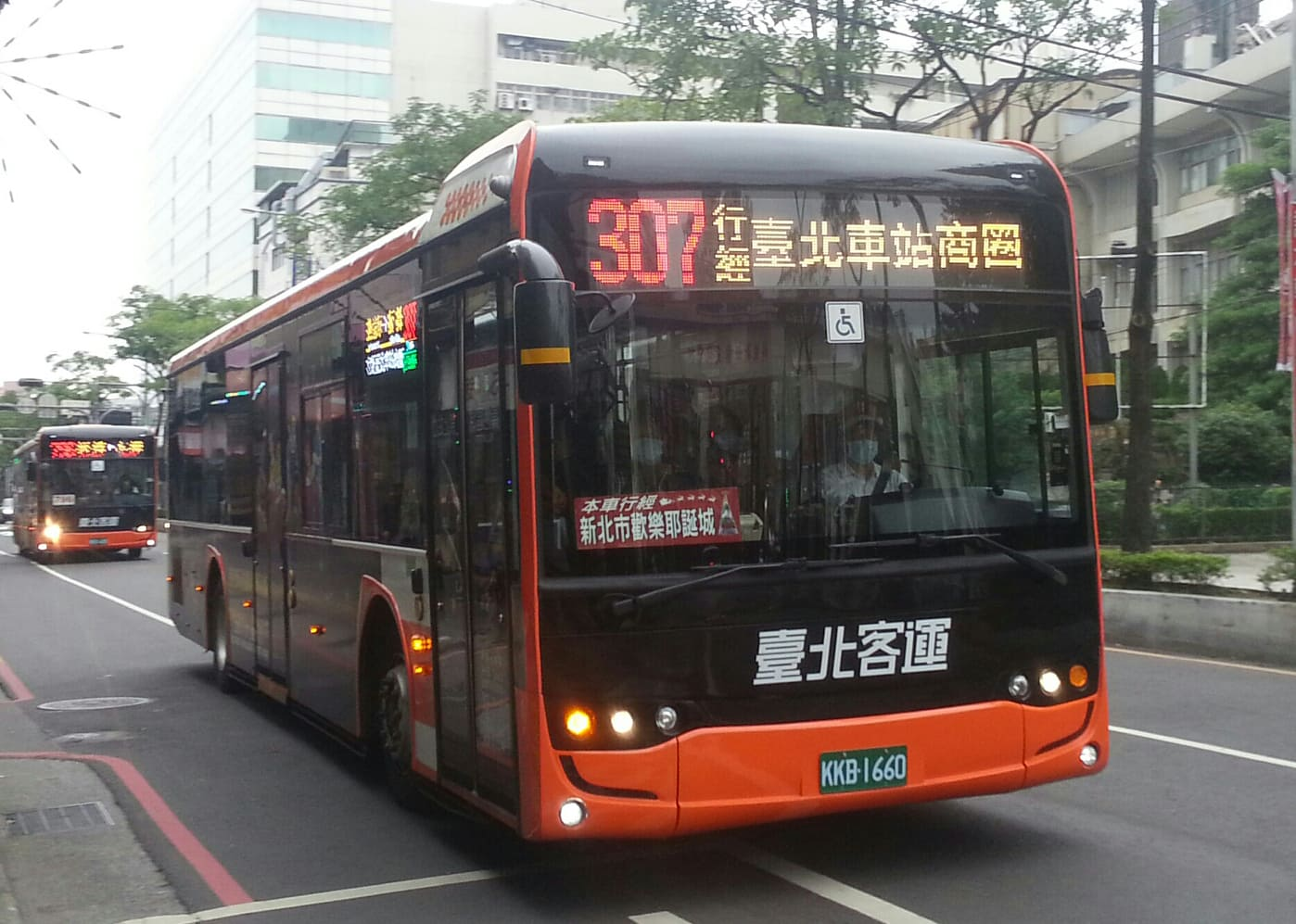

### 首都客運

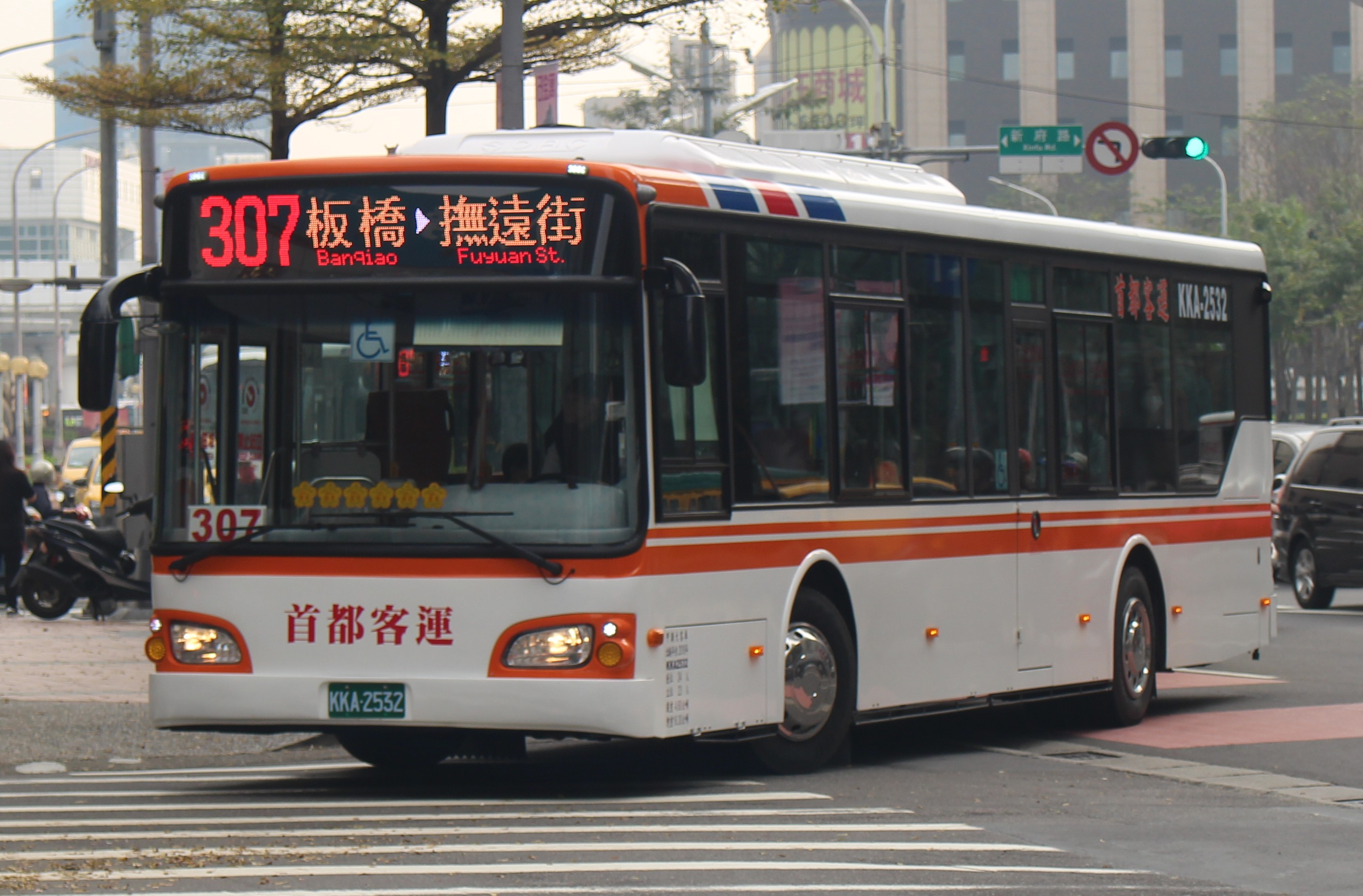
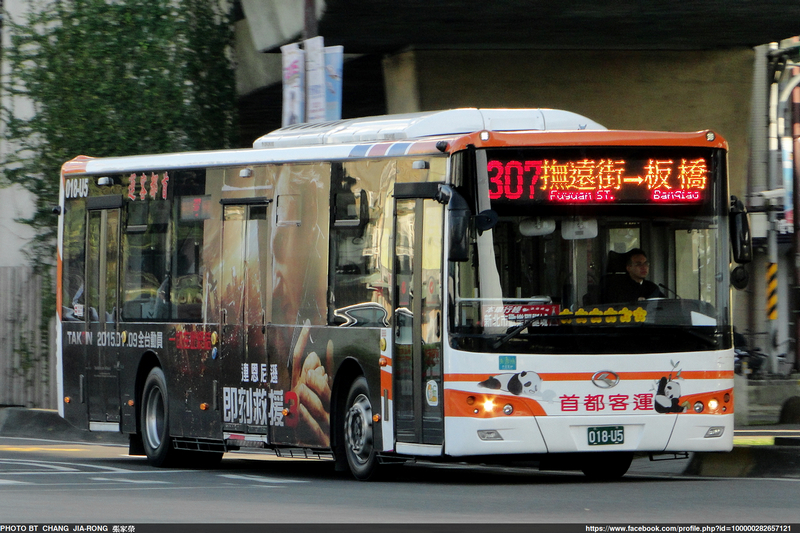
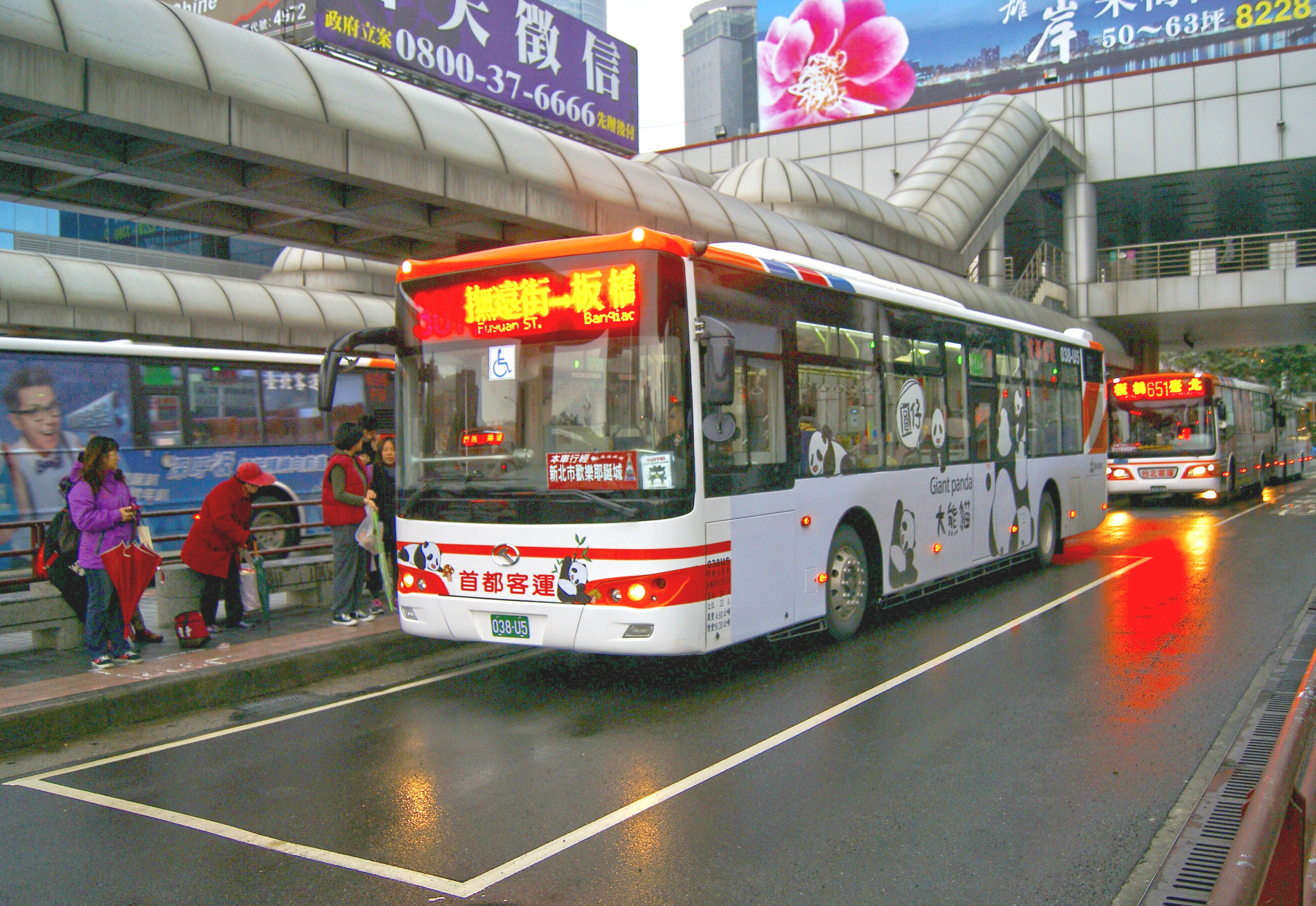
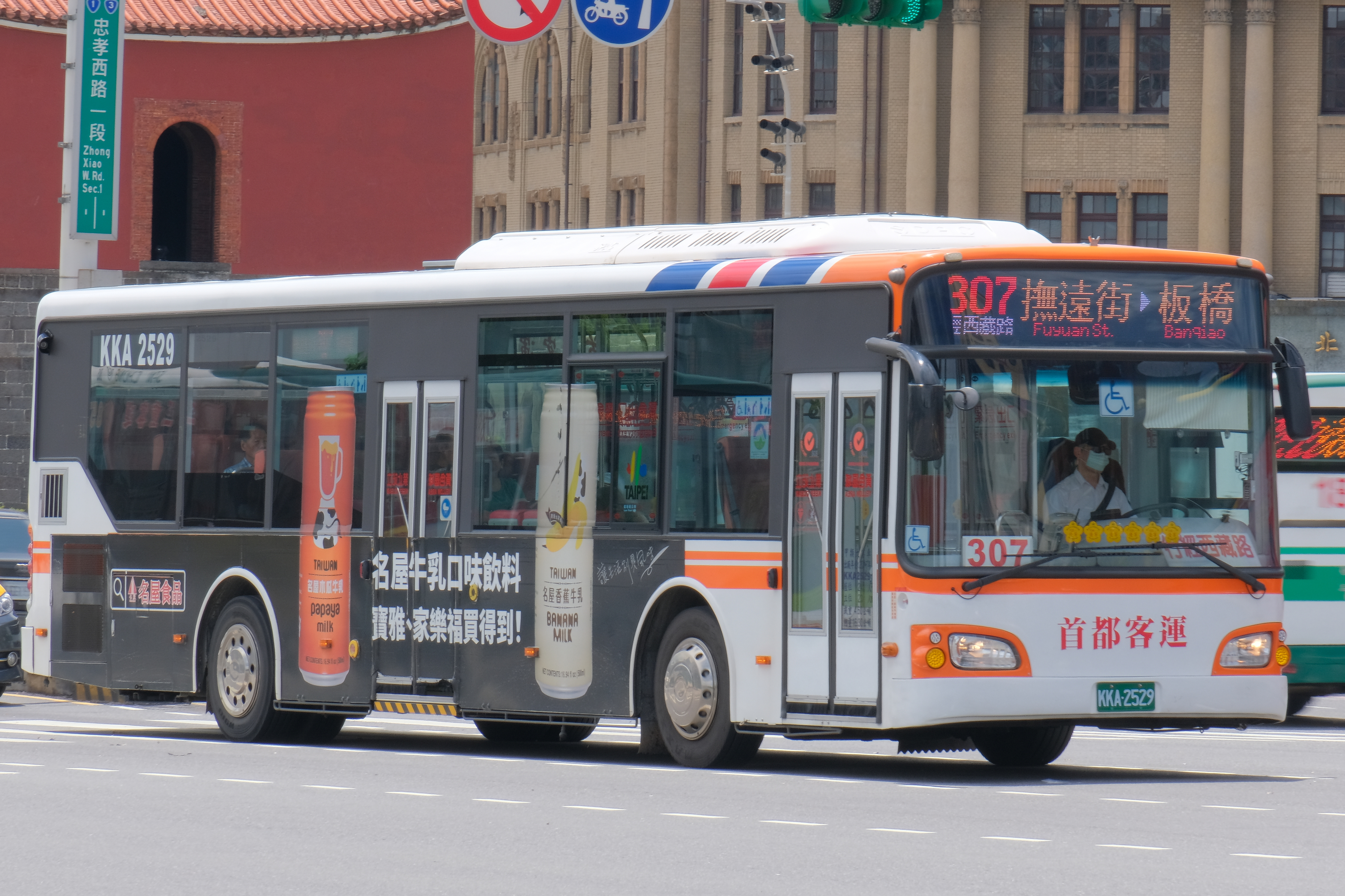
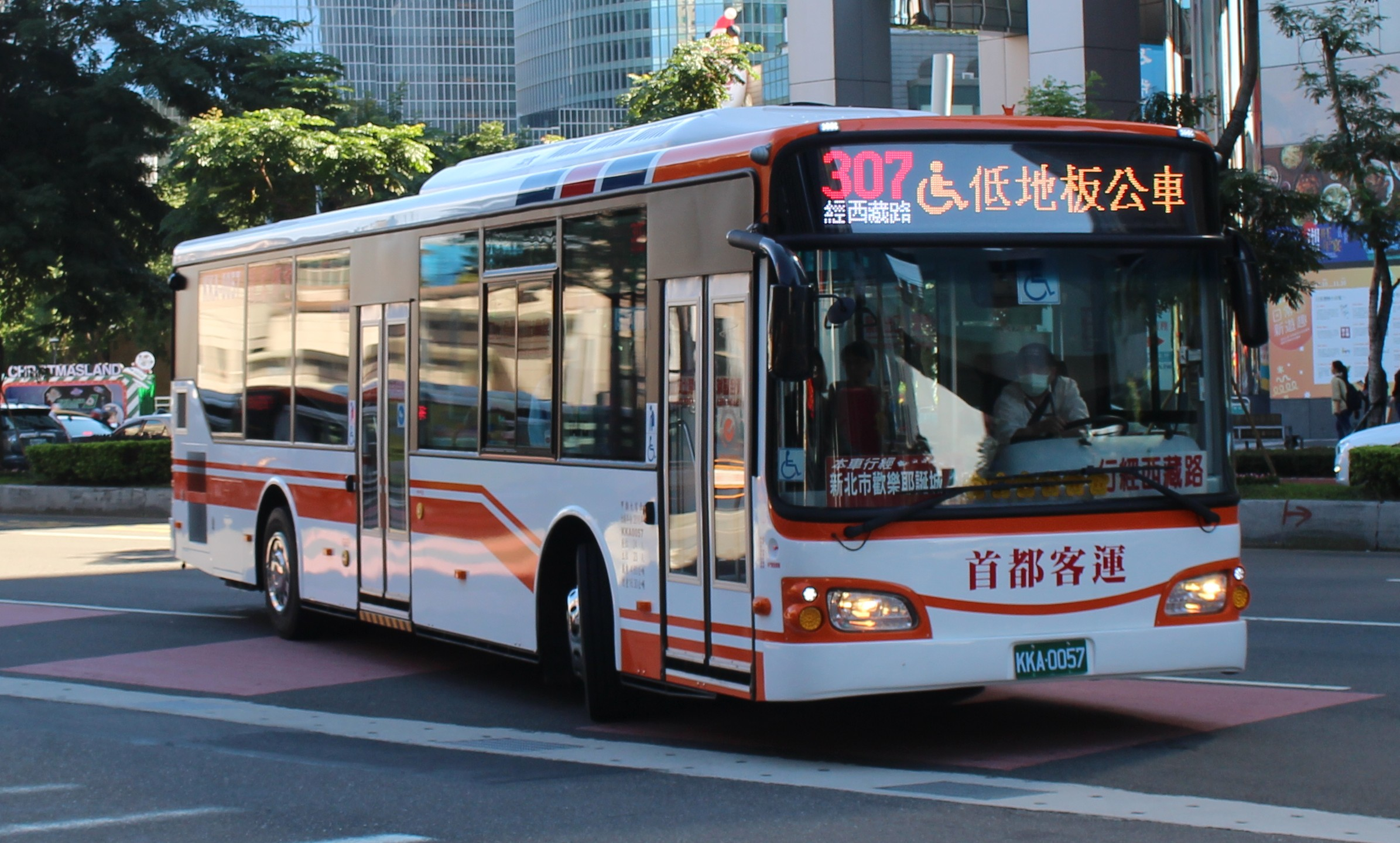
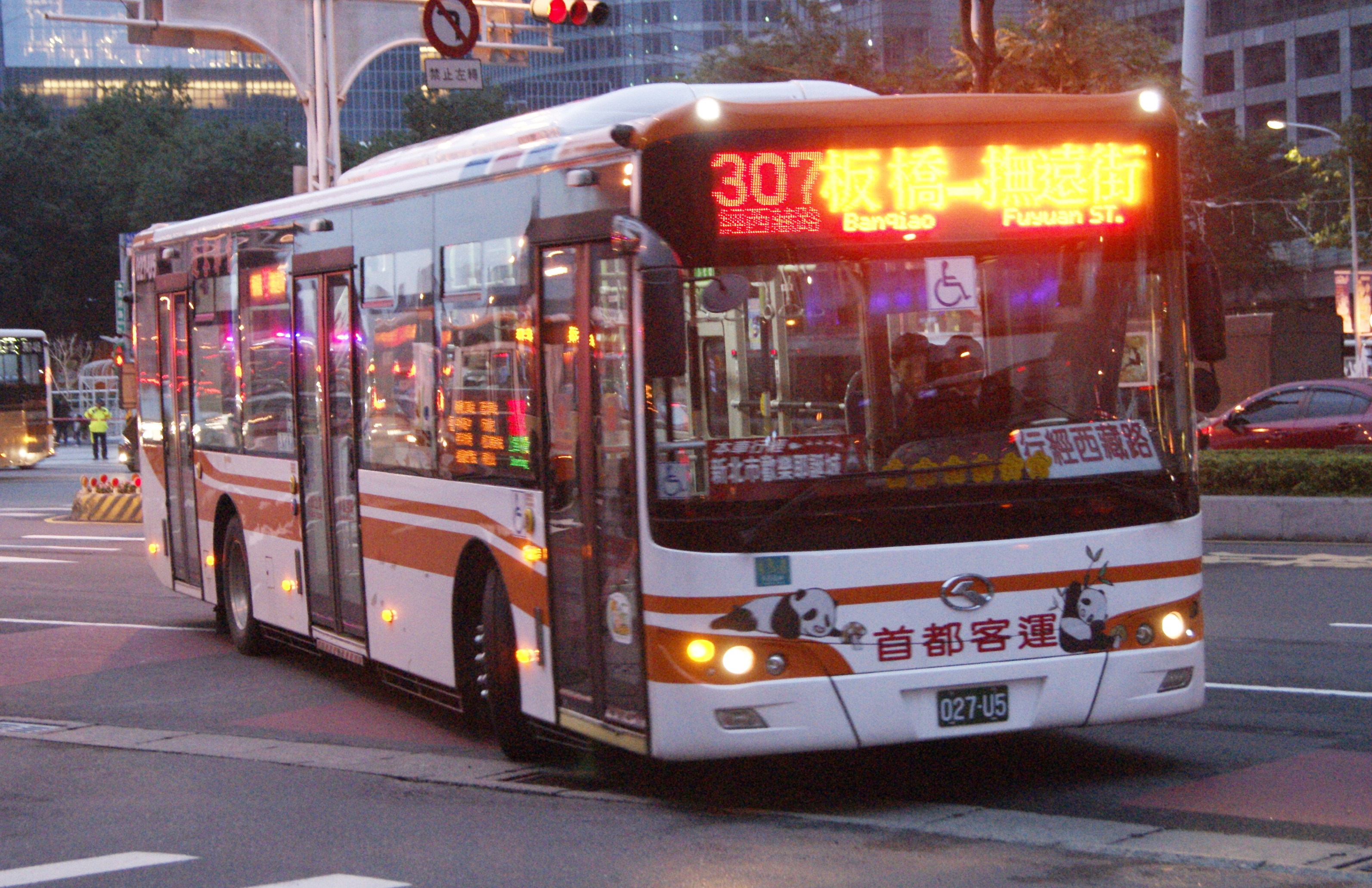
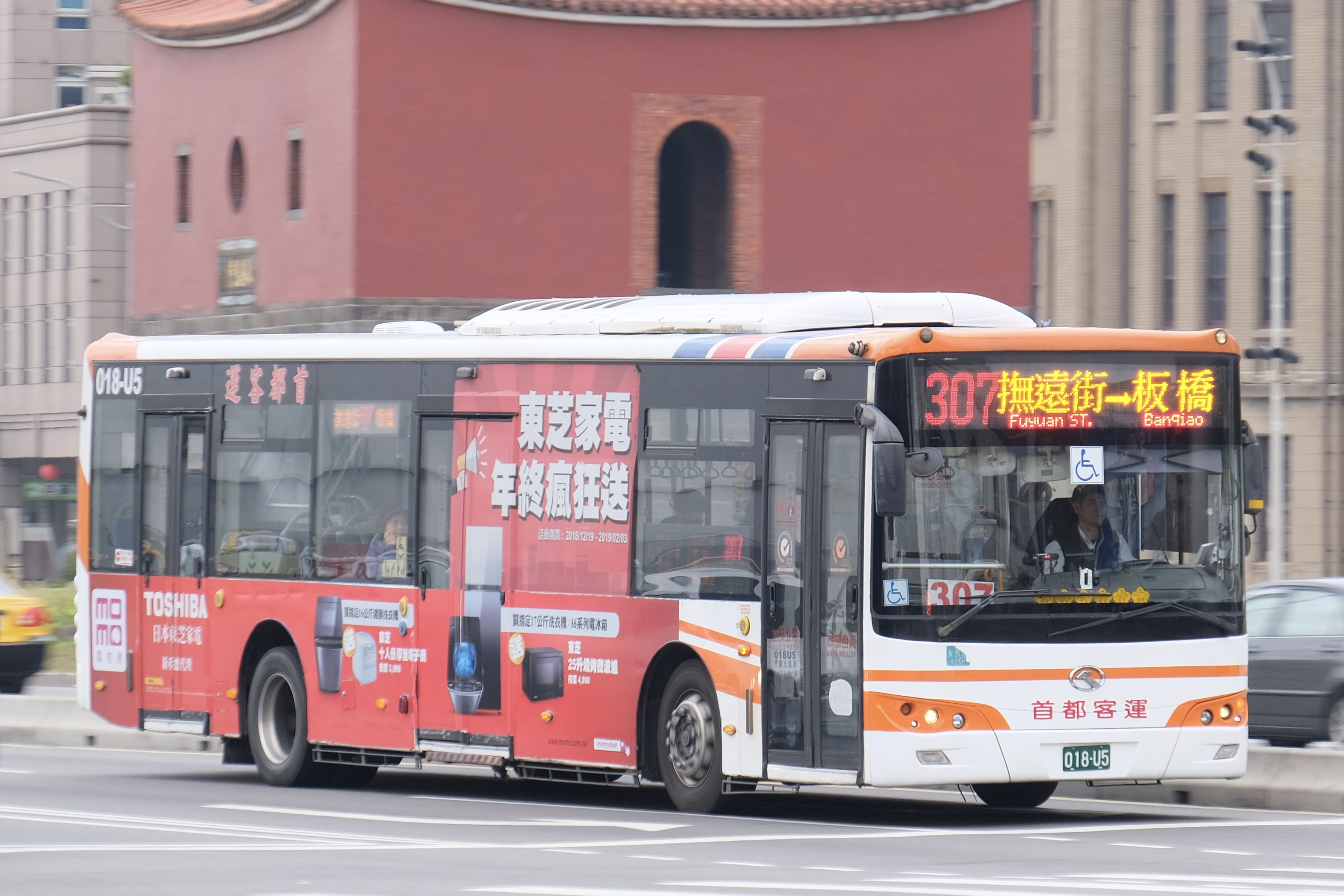
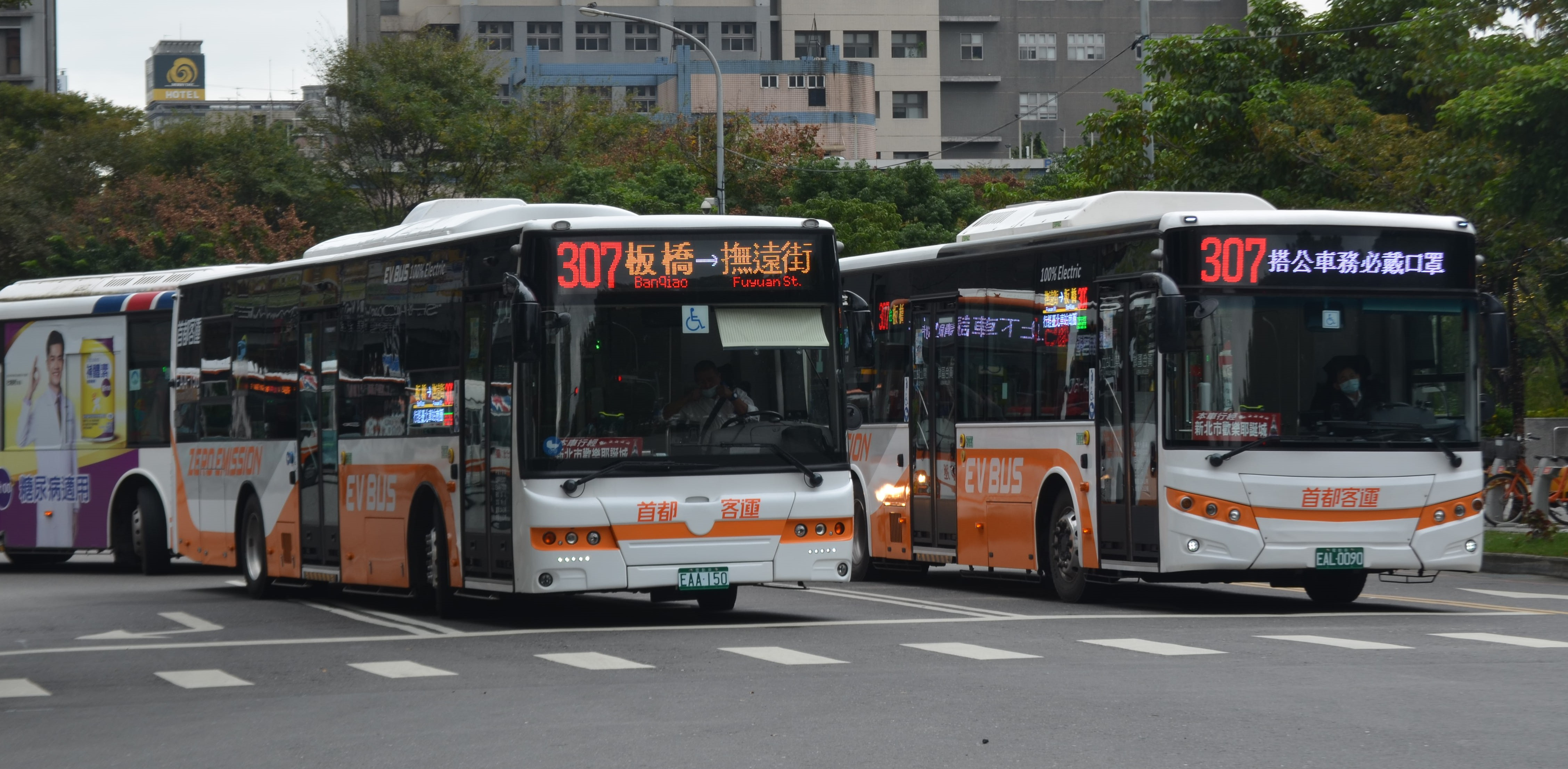

## 外部連結
- 台北客運（页面存档备份，存于）
- 首都客運（页面存档备份，存于）
- 大臺北公車307 （页面存档备份，存于）
- 暢行台北公車客運資訊站的Facebook專頁